# Gorgonia gracilis
Gorgonia gracilis är en korallart som beskrevs av Kükenthal 1924. Gorgonia gracilis ingår i släktet Gorgonia och familjen Gorgoniidae. Inga underarter finns listade i Catalogue of Life.